# Shang Xiao Yi
Shang Xiao Yi, var en kinesisk monark. Han var kung av Shangdynastin 1260–1251 f.Kr.